# Élections locales écossaises de 2003 à Aberdeenshire
Pour un article plus général, voir Élections locales écossaises de 2003.

Les élections locales écossaises de 2003 à Aberdeenshire se sont tenues le 1er mai 2003.

## Composition du conseil
Majorité absolue : 35 sièges
| Parti               | Sièges  |
| ------------------- | ------- |
| Libéraux-démocrates | 28 / 68 |
| SNP                 | 18 / 68 |
| Conservateur        | 11 / 68 |
| Indépendant         | 11 / 68 |